# 晋劇

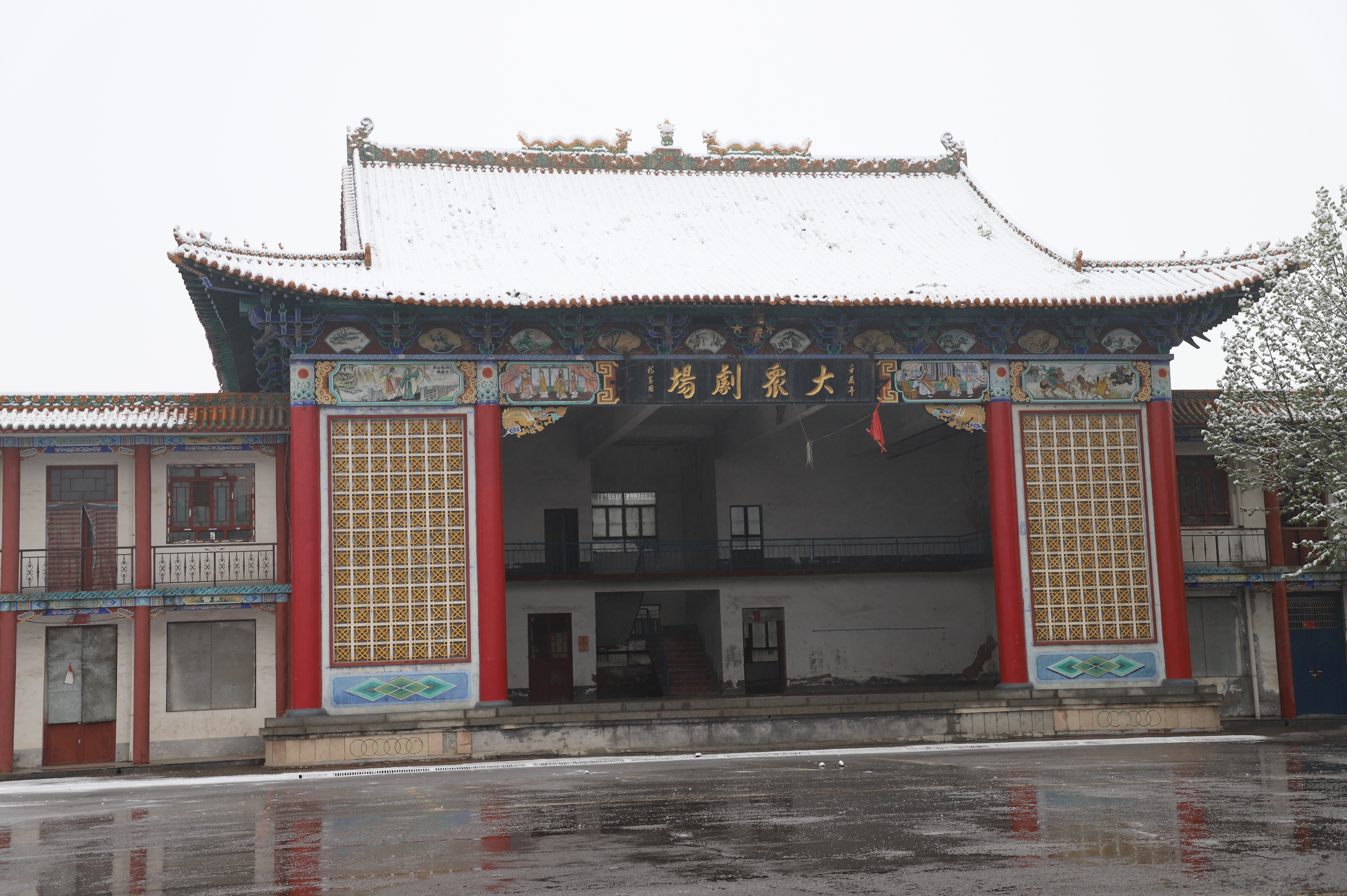
中国山西省長治市長子県下霍村の舞台

晋劇は中国漢民族地方劇の一つであり、主に山西省中部、北部及び内モンゴル、陝西省、河北省、寧夏の部分地区で流行っている。
2006年5月20日に、中華人民共和国国務院の許可より、第一陣の無形文化遺産リストに収録された。